# Neuglandorf (St. Donat)
Neuglandorf war ein Ortsteil der ehemaligen Gemeinde St. Donat auf dem Zollfeld in Kärnten, der mit dem Anschluss St. Donats an St. Veit an der Glan formell aufgelöst wurde.
Um die Wende zum 20. Jahrhundert entstand nördlich eines Dorfes Glandorf eine neue Siedlung. In der Folge setzte sich für Glandorf die Bezeichnung Altglandorf durch und die neue Siedlung bezeichnete man als Neuglandorf. 1958 ging die Gemeinde St. Donat in St. Veit an der Glan. In diesem Zuge wurde der Ortsteil fallen gelassen. Informell setzte sich die Bezeichnung Glandorf zusammenfassend für die Lagen Oberglandorf, Unterglandorf und Neuglandorf durch.
Koordinaten: 46° 45′ N, 14° 23′ O